# Un gioco estremamente pericoloso
Un gioco estremamente pericoloso (Hustle) è un film statunitense del 1975 diretto da Robert Aldrich.
È un film thriller a sfondo neo-noir e giallo con Burt Reynolds, Catherine Deneuve e Ben Johnson. È basato sul romanzo City of Angels di Steve Shagan.

## Trama
Il corpo senza vita di una ragazza viene trovato su una spiaggia di Los Angeles. La polizia archivia subito il fatto come suicidio, ma questa ipotesi non convince il padre della ragazza, Marty Hollinger, e il detective Phil Gaines. I due proseguono le indagini nel mondo della droga e della prostituzione frequentato dalla ragazza e scoprono che le fila del delitto conducono a un insospettabile avvocato. Hollinger lo trova e lo uccide ma Phil riuscirà a non fare incriminare il disperato genitore.

## Produzione
Il film, diretto da Robert Aldrich su una sceneggiatura e un soggetto di Steve Shagan (autore del romanzo), fu prodotto dallo stesso Aldrich (con Reynolds nelle vesti di produttore esecutivo non accreditato) per la Paramount Pictures tramite le società Churchill Service Company, RoBurt e Zeeuwse Maatschappij N.V. e girato a Los Angeles, Marina del Rey e Pasadena in California dal 20 novembre 1974 al 31 gennaio 1975. Il titolo di lavorazione fu All the Other Angels.

## Distribuzione
Il film fu distribuito negli Stati Uniti dal 25 dicembre 1975 al cinema dalla Paramount Pictures. È stato poi pubblicato in DVD negli Stati Uniti dalla Paramount Home Video nel 2005.
Alcune delle uscite internazionali sono state:
- in Svezia il 16 febbraio 1976 (Till vilket pris som helst)
- in Germania Ovest il 4 marzo 1976 (Straßen der Nacht)
- in Francia il 24 marzo 1976 (La cité des dangers)
- nei Paesi Bassi il 15 aprile 1976
- in Finlandia il 16 aprile 1976 (Hintaan mihin hyvänsä)
- in Norvegia il 19 aprile 1976
- in Danimarca il 14 maggio 1976 (Strømeren og luksuspigen)
- in Giappone il 26 giugno 1976
- in Portogallo il 26 agosto 1977 (A Cidade dos Anjos)
- in Italia il 14 novembre 2006 (Turin Film Festival)
- in Brasile (Crime e Paixão)
- in Spagna (Destino fatal)
- in Serbia (Grad opasnosti)
- in Grecia (O astynomos kai to call girl)
- in Ungheria (Sötét utcák)
- in Turchia (Tehlikeli oyun)
- in Italia (Un gioco estremamente pericoloso)

## Promozione
La tagline è: "She's the call girl. He's the cop. They both take their jobs seriously.".

## Critica
Secondo il Morandini il film è "un passo falso di Aldrich nel territorio del cinema nero con risvolti intimistici e conflitti tra amore e corruzione". L'interpretazione della Deneuve risulta inappropriata mentre il tentativo di Aldrich e Reynolds, entrambi coproduttori della pellicola, è quello di creare un film romantico e di "cambiare registro".